# ウルトラマン怪獣伝説 40年目の真実
『ウルトラマン怪獣伝説 40年目の真実』（ウルトラマンかいじゅうでんせつ 40ねんめのしんじつ）は、2005年12月22日にジェネオンエンタテインメント（現：NBCユニバーサル・エンターテイメントジャパン）より発売されたオリジナルDVD作品。
テレビ版『ウルトラマン』の後日談であり、全39話から場面を選抜して新撮部分を追加し、40年前を回想する物語となっている。本作の世界観では初代ウルトラマンとゾフィー以外のウルトラ戦士は地球に現れておらず、『ウルトラセブン』から『ウルトラマンメビウス』までの世界観とはパラレルワールドに相当するため、「空想特撮シリーズとしてのウルトラマン」という形式の後日談となる。出演者は『ウルトラマン』の主要俳優陣であるが、ムラマツ役の小林昭二はすでに死去（1996年没）していたため、登場しない。
ナレーターは石坂浩二が担当。 映像特典は金子修介と石坂浩二によるウルトラ対談。

## 物語
ウルトラマンが地球を去ってから40年後の2006年夏、科学特捜隊（科特隊）のメンバーは自分たちへ届いた謎の招待状を通じ、久しぶりに集まった。40年前の懐かしい日々を思い返す一方、メンバーは招待状の送り主について疑問を持つ。

## 出演者
科特隊日本支部は40年の間に組織改変が行われ、地球防衛軍に吸収されている。そのため、今もなお防衛職に就いている者は科特隊でなく、地球防衛軍で何らかの役職を持っている。
ハヤタ
演 - 黒部進
地球防衛軍所属。ゾフィーに新しい命を与えられてウルトラマンと分離した後は、40年前のことは自身が乗っていた小型ビートルが赤い飛行物体に衝突したことしか覚えておらず、その正体である光の巨人（ウルトラマン）についてはほとんど知らない。40年前の怪獣との戦いはなんとか覚えてはいるものの、夢の中の出来事のように感じている。
- ウルトラマンがハヤタの姿に変身して登場した作品はいくつもあるが、ウルトラマンと分離した後のハヤタ本人が登場した作品は本作のみである。

アラシ
演 - 毒蝮三太夫
除隊後、老人介護施設の施設長に就任している。快活な毒舌は健在。
イデ
演 - 二瓶正也
地球防衛軍所属。お茶目な面も変わっていない。
フジアキコ
演 - 桜井浩子
現在は除隊済み。
ウルトラマン
かつて地球を救った光の巨人。40年前の対ゼットン戦以降、一度も地球で目撃されていない。現在はM78星雲に存在しているが、精神の一部はまだハヤタと繋がっている。40年が経過した現在、近いうちに起こる新たなる戦いに備えて新たに勇敢な若者を見つけるため、ハヤタにベータカプセルを託す。
ムラマツ
故人。回想のみ登場。除隊後、10年前に他界。40年前にハヤタの正体を知っていたのではないかと、ウルトラマンは推測している。
ホシノ少年
回想のみ登場。イデの影響を受けてイギリスへ留学後、民間の研究機関に籍を置く。

## スタッフ
- 監督：金子修介
- 監修：満田かずほ
- 脚本：金子二郎
- 構成：秋廣泰生
- 美術：池谷仙克
- コーディネーター：桜井浩子

## 主題歌
「ウルトラマンの歌」
作詞：東京一 / 作曲：宮内國郎 / 歌：みすず児童合唱団、コーロ・ステルラ